# Vrbanjci
Vrbanjci (cyr. Врбањци) – wieś w Bośni i Hercegowinie, w Republice Serbskiej, w gminie Kotor Varoš. W 2013 roku liczyła 1902 mieszkańców.